# WTA-toernooi van Caïro
Het WTA-toernooi van Caïro was een eenmalig tennistoernooi voor vrouwen dat van 19 tot en met 25 april 1999 plaatsvond in de Egyptische hoofdstad Caïro. De officiële naam van het toernooi was Dreamland Egypt Classic.
De WTA organiseerde het toernooi, dat in de categorie "Tier III" viel en werd gespeeld op gravel.
Er werd door 30 deelneemsters gestreden om de titel in het enkelspel, en door 16 paren om de dubbelspeltitel. Aan het kwalificatietoernooi voor het enkelspel namen 32 speelsters deel, met vier plaatsen in het hoofdtoernooi te vergeven.
De Spaanse Arantxa Sánchez Vicario won de titel zowel in het enkelspel als in het dubbelspel (samen met de Belgische Laurence Courtois).

## Finales

### Enkelspel
| datum†     | winnares                | tegenstandster | score    |         |
| ---------- | ----------------------- | -------------- | -------- | ------- |
| 1999-04-19 | Arantxa Sánchez Vicario | Irina Spîrlea  | 6-1, 6-0 | details |

† De datum komt overeen met de eerste toernooidag.

### Dubbelspel
| jaar | winnaressen                               | tegenstandsters            | score         |         |
| ---- | ----------------------------------------- | -------------------------- | ------------- | ------- |
| 1999 | Laurence Courtois Arantxa Sánchez Vicario | Irina Spîrlea Caroline Vis | 7-5, 1-6, 7-6 | details |